# Р-677
Р-677 «Вихрь-ОП» — советский корабельный СДВ-радиоприёмник серии Р-600. Изготавливался с 1959 года Петропавловским п/я Р6641.

## Описание
Предназначен для беспоискового вхождения в связь и приёма телефонных, телеграфных и однополосных сигналов. В комплект к приёмнику входили конвертерный блок Р-677-СДВ, который позволял принимать дополнительные частоты с разбивкой на 6 диапазонов, и блок IV-М (предназначение неизвестно). Схема — супергетеродин с одним преобразованием. Работал в тандеме на средних волнах с радиопередатчиком «Шквал», охватывал весь диапазон средних волн и обеспечивал слуховые виды работы и автоматическое буквопечатание.
К приёмнику выпускался конвертерный блок СДВ, позволяющий принимать частоты от 3 до 110 КГц с разбивкой на 6 поддиапазонов и блок IV-М (его назначение не установлено).

## Характеристики

### Физические
- Масса приёмника: 100 кг (пять блоков)[2]

### Технические
- Диапазон частот приёма:
  - Стандартный — от 100 до 1500 кГц (4 поддиапазона)[2]
  - При установке СДВ-блока — от 3 до 1500 кГц (плюс ещё 6 поддиапазонов)[2]
- Чувствительность приёмника:
  - Телефонные сигналы — 10 мкВ[2]
  - Телеграфные сигналы — 2 мкВ[2]